# جو دی (بازیکن فوتبال)
جو دی (انگلیسی: Joe Day؛ زادهٔ ۱۳ اوت ۱۹۹۰) بازیکن فوتبال اهل بریتانیا است.
از باشگاه‌هایی که در آن بازی کرده‌است می‌توان به باشگاه فوتبال ایست‌بورن بورو، باشگاه فوتبال پیتربورو یونایتد، باشگاه فوتبال نیوپورت کانتی، باشگاه فوتبال آلفرتون تاون، و باشگاه فوتبال هارو بورو اشاره کرد.